# Kofi Kingston
Kofi Sarkodie-Mensah är en ghanansk-amerikansk fribrottare med ringnamnet Kofi Kingston, född i Kumasi i Ashantiregionen i Ghana 14 augusti 1981. Han framträder för World wrestling entertainment (WWE) i uppsättningen Raw brand samt är medlem i laget The New Day. 
Sarkodie-Mensah startade sin fribrottningskarriär 2005 i regionala sammanhang i Boston, Massachusetts, i USA (i så kallade New England independant circuit). Ringnamnet kom sig av att Sarkodie-Mensah i början av karriären framträdde som en jamaicansk karaktär, vilket han upphörde med 2009. 
2006 skrev Sarkodie-Mensah kontrakt med till World wrestling entertainment (WWE). 

## Framgångar och utmärkelser
- Vann WWE Championship 2019.[4]
- Har vunnit WWE Intercontental Championship fyra gånger.
- Har vunnit WWE United States Championship tre gånger.
- Har vunnit WWE Raw Tag Team Championship sex gånger.
- Har vunnit WWE SmackDown Tag Team Championship sju gånger.
- Vann World Tag Team Championship 2008.[5]
- Vann NXT Tag Team Championship 2022 med The New Day.